# Zalánkemén
Zalánkemén (korábban Szalánkemén, szerbül Стари Сланкамен / Stari Slankamen) falu Szerbiában, Vajdaságban, a Szerémségi körzetben, India községben.

## Fekvése
Újkarlócától északkeletre, a Duna jobb partján, a Tisza torkolatával szemben fekszik. Nevének eredete Sókő, melyet feltehetőleg egykori váráról és a település sós forrásáról kapta.

## Története
1210-ben Zoloncaman néven említik először. A rómaiak idején Acumincum nevű település állott itt.
Egykor Titel réve volt a Duna mellett, fontos átkelőhelyként szolgált.
A hagyomány szerint Zalán vezér székhelye Titel volt. Várát 1442-től említik, amikor Brankovics György szerb despotáé volt. 1451-ben Hunyadi János tartotta megszállva, de még ebben az évben visszaadta a despotának.
1456. július 14-én itt ütköztek meg Hunyadi seregei a Vidinből Nándorfehérvár alá igyekvő török hajóhaddal.
1691. augusztus 19-én az itteni csatában mért súlyos vereséget Bádeni Lajos őrgróf 80 000 főnyi serege a zimonyi tábor felől oda érkezett és jól elsáncolt 100 000 főnyi török hadseregre. A véres csatában 20 000 török esett el, köztük Köprülü Musztafa nagyvezír. Itt esett el magyar zászlósúrként Zrínyi Ádám, Zrínyi Miklós egyetlen fia is.
1739. július 17-én itt győzött a török sereg Wallis tábornagy császári serege ellen.
Vára romként áll a Duna mellett a mai település területén.
1918-ig közigazgatásilag Szerém vármegyéhez tartozott.

## Népesség

### Demográfiai változások
| 1948 | 1953 | 1961 | 1971 | 1981 | 1991 | 2002 | 2011 |
| ---- | ---- | ---- | ---- | ---- | ---- | ---- | ---- |
| 925  | 928  | 778  | 756  | 638  | 575  | 674  | 543  |

### Etnikai összetétel
A 2002-es adatok szerint.

## Nevezetességei

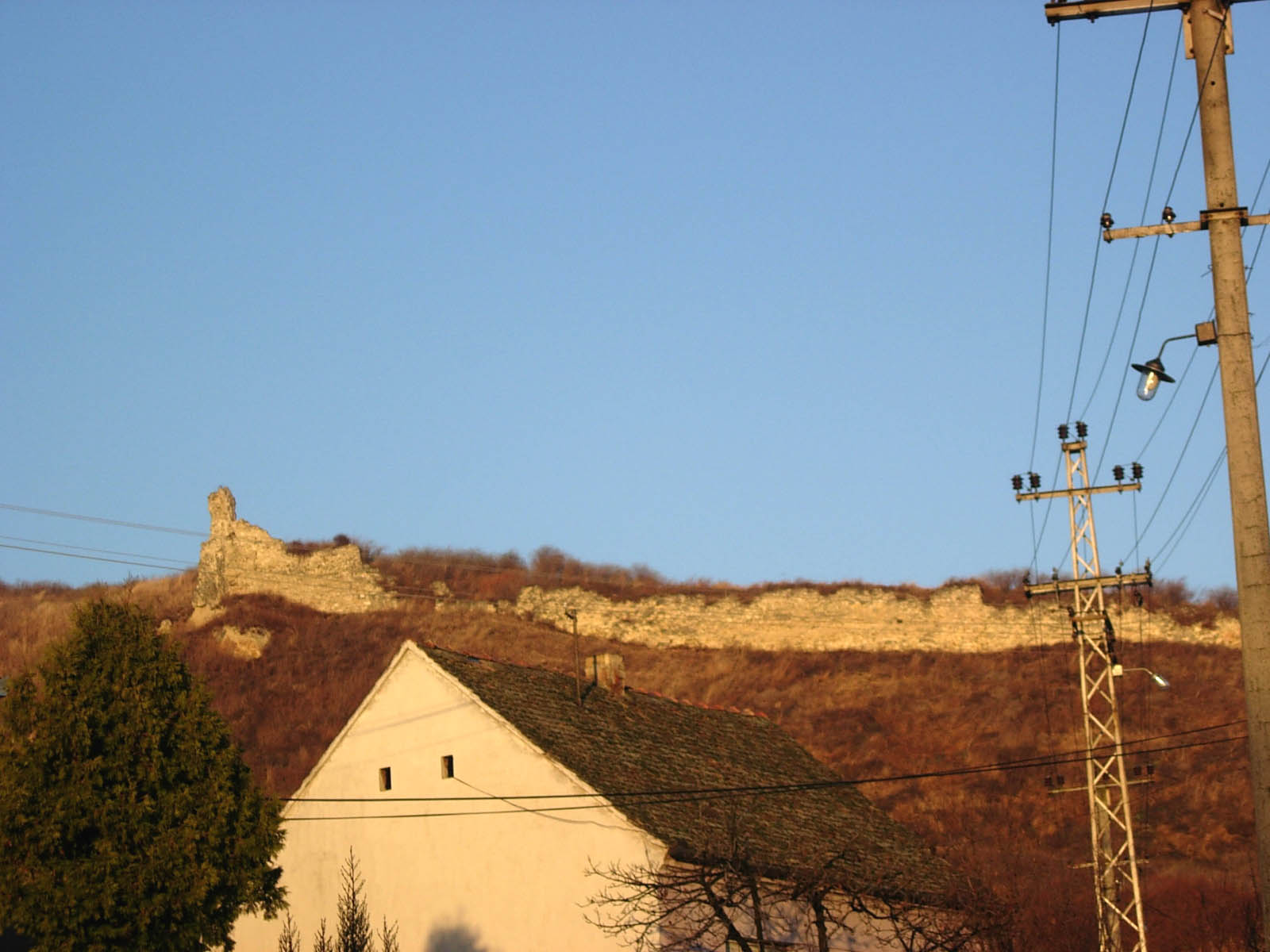
A vár maradványai
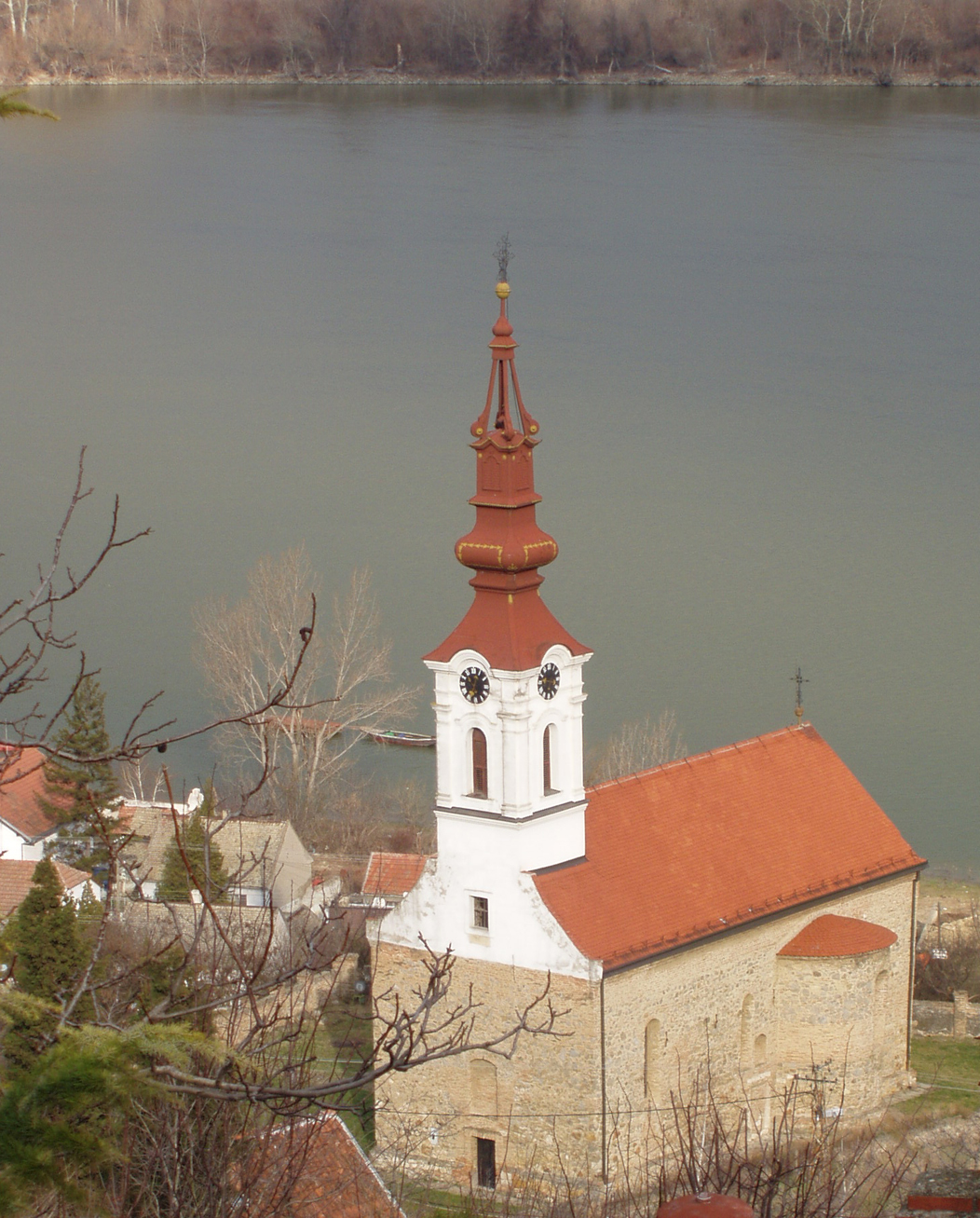
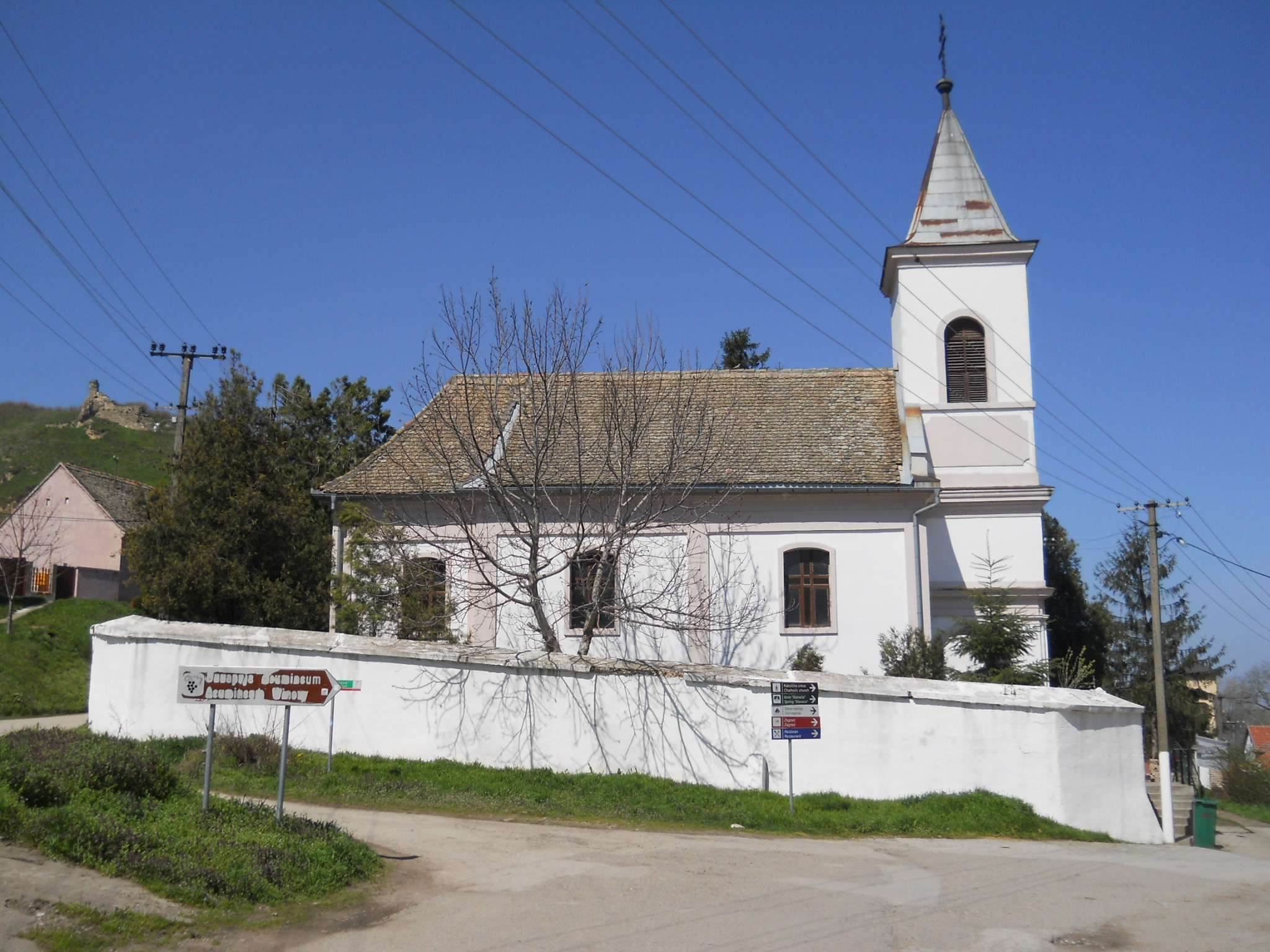
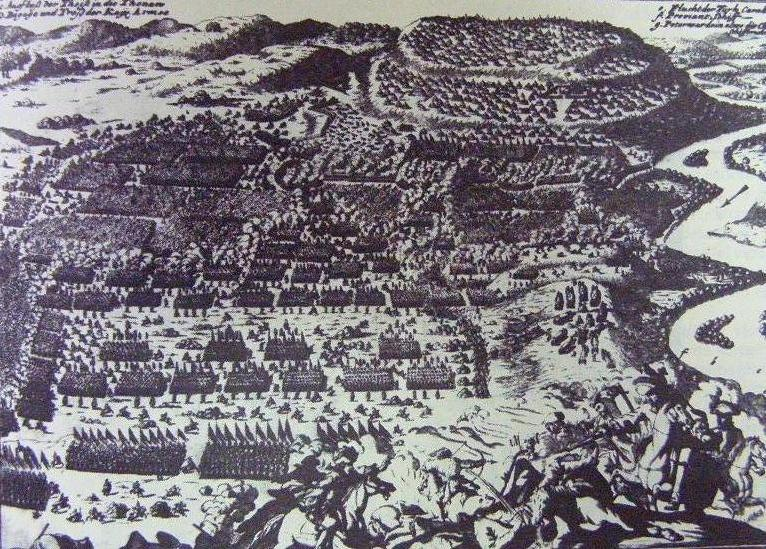
A zalánkeméni ütközet korabeli rajza
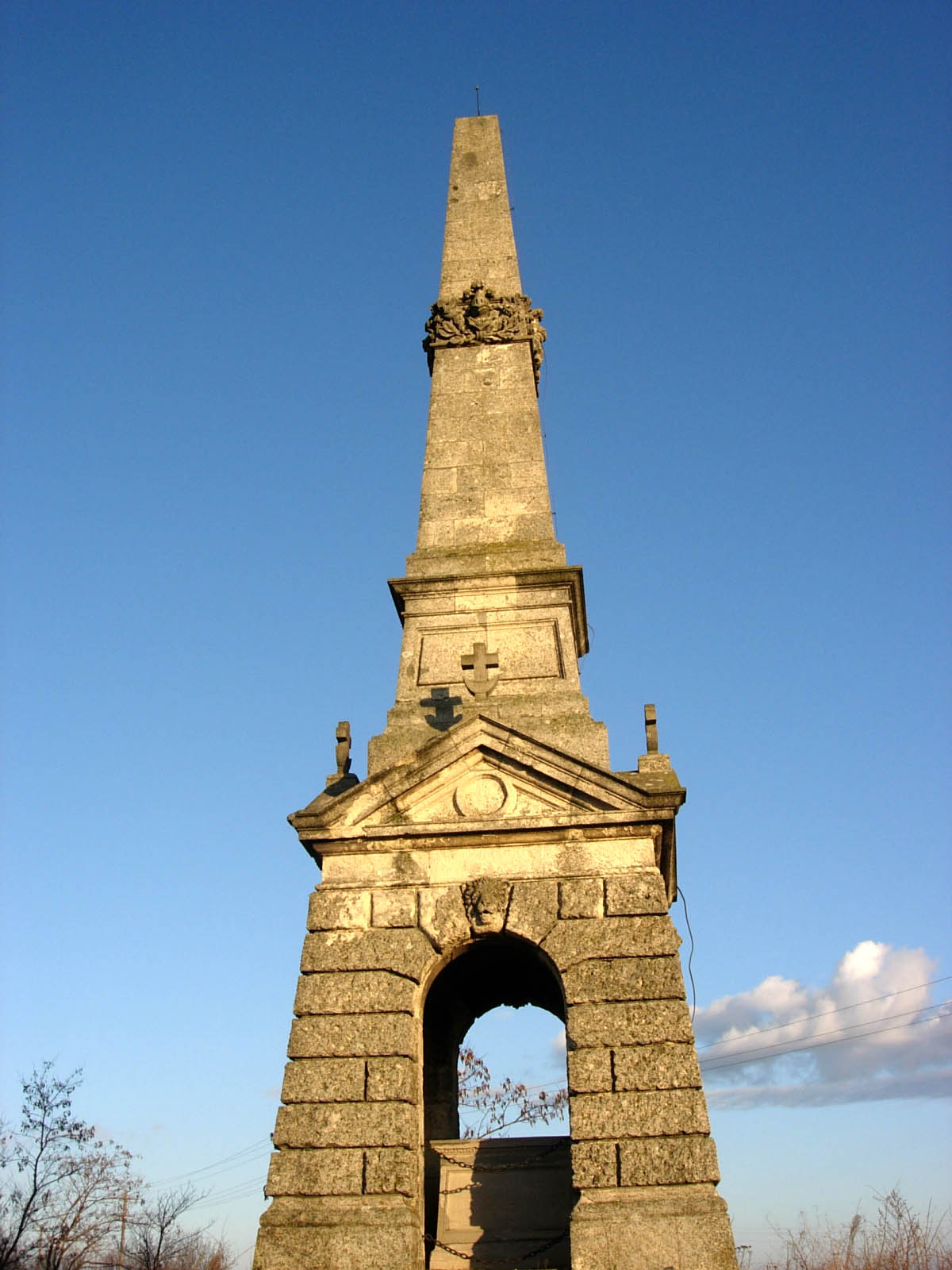
A szalánkeméni csata emlékműve
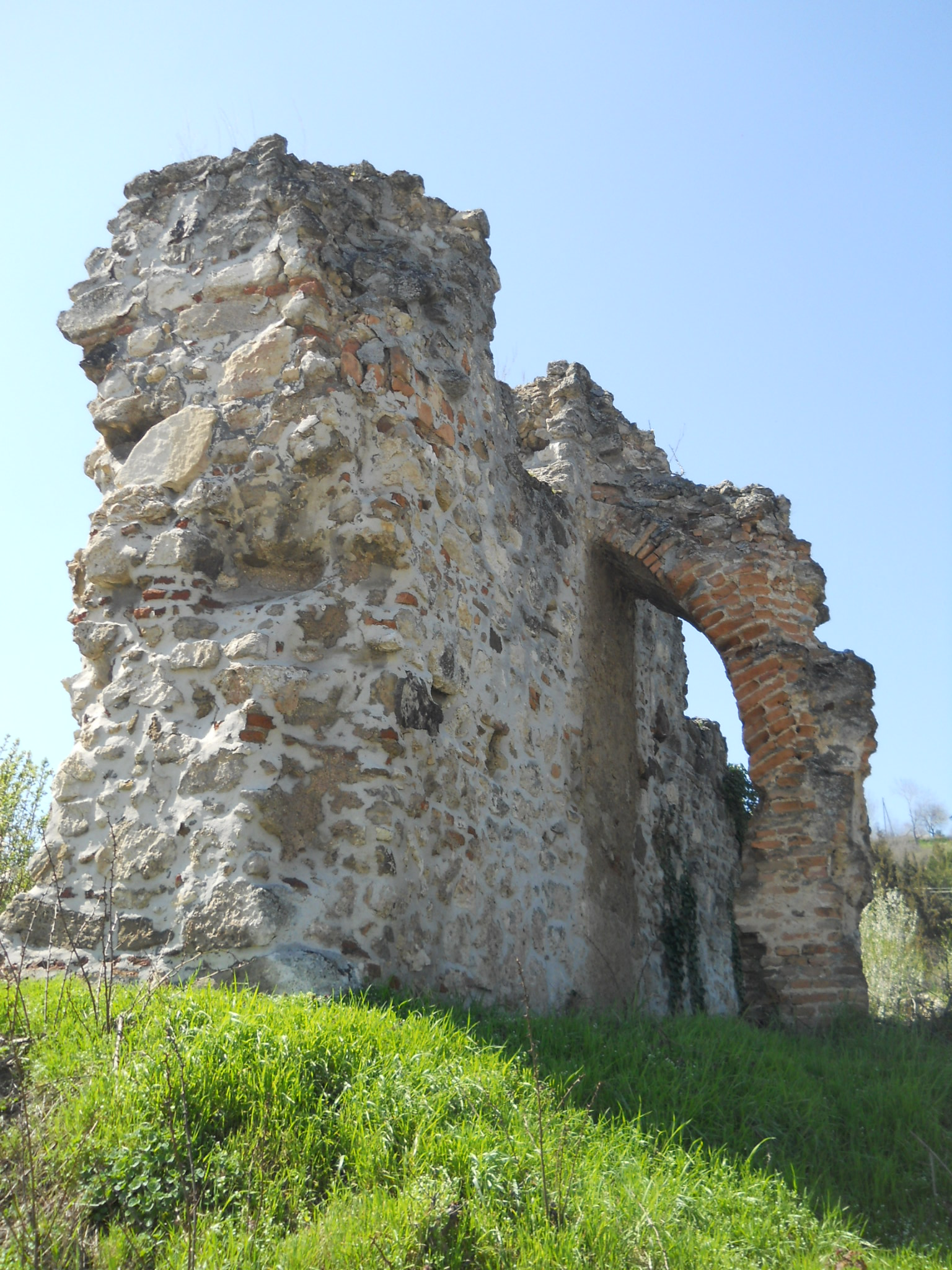
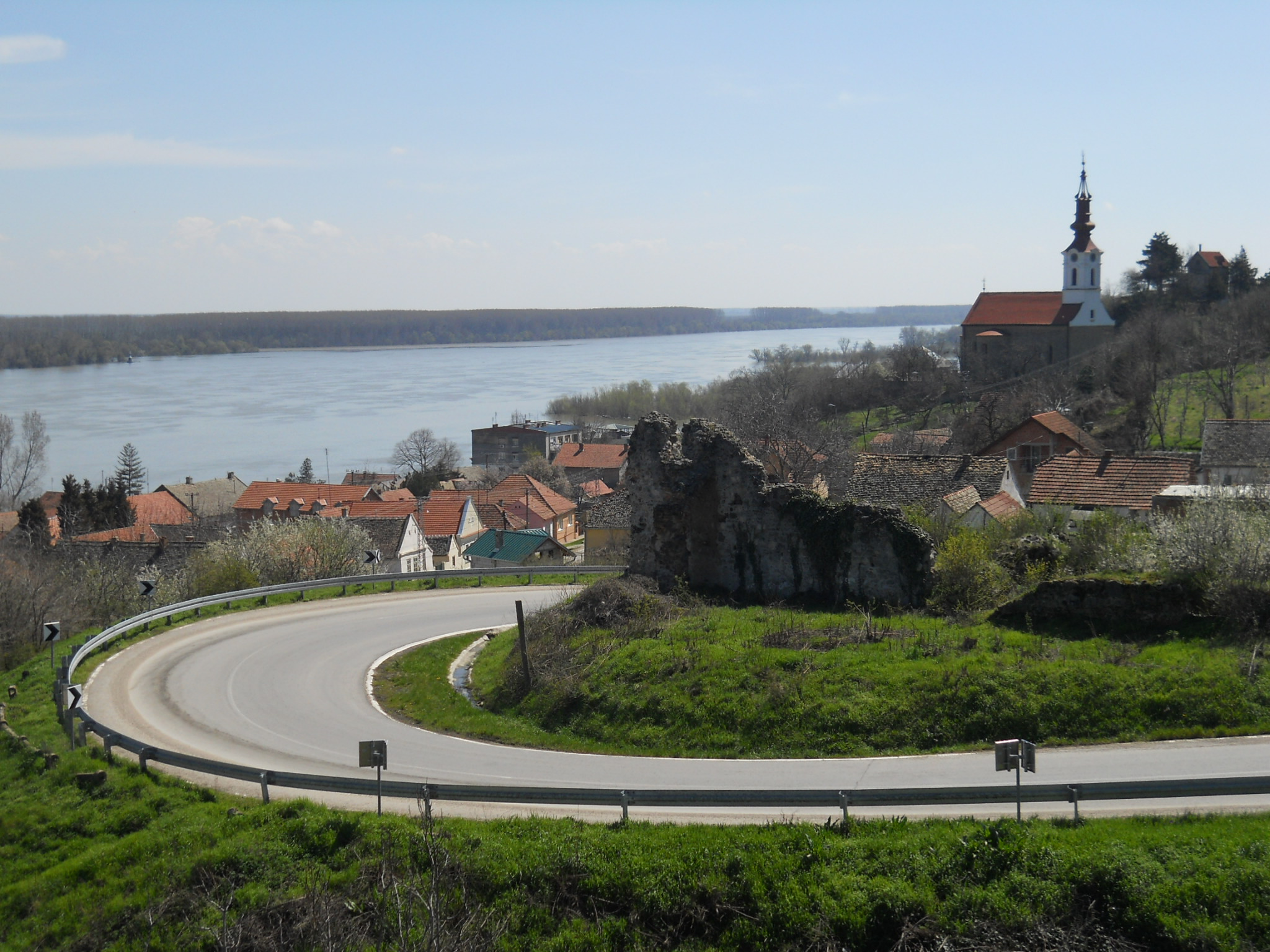
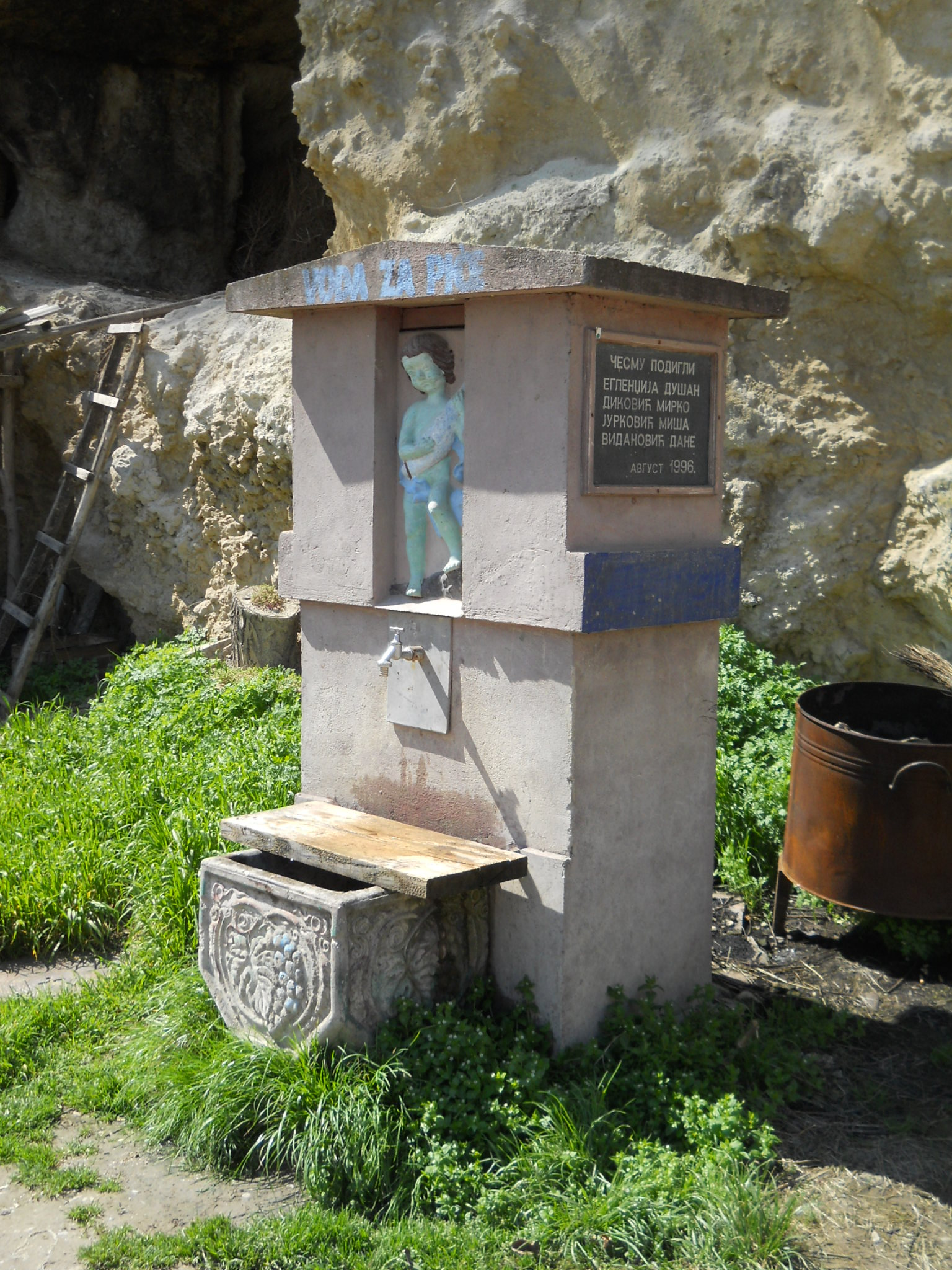

- Ortodox templom
- Római katolikus templom, melynek egykori plébániája a hagyomány szerint török fürdő lehetett.[4]

### Acumincum
Acumincum-ot, az ókori Alsó-Pannoniában, a Duna jobb partján álló római telep nevét Ptolemaeus (II, 15, 3) említette Akouminkon formában. Az Itinerariumban, Ammianusnál s a Notitiában Acimincum, a Tabula Peutingerián pedig Acunum volt a neve.
A Tabula adatai szerint  Acumincum Taurunumtól (Zimony) 31 római mérföldre feküdt, körülbelül a mai Szlankamen helyén.
Ammianus Marcellinusnál (19, 11, 8) vallo prope Acimincum locato olvasható s a Notitia Dignitatum szerint (Seeck, 189. l.) a 4. században egy cuneus equitum constantium s az equites sagittari képezték Acumincum helyőrségét. 
A Szalkamen területén fekvő Acumincumról kevés adatunk van, mivel még alig van átkutatva Mindössze két, régebbi időben napfényre került felirat ismert, melyek állítólag onnan származnak. Ezek oltárkövek (CIL, III, 3252–3253) s a vallási viszonyokra annyiban jellemzők, hogy mindkettőt Jupiter Dolichenus tiszteletére emelték hívei. Az egyiken (3252) az ala Pannoniorum egy decuriója s egy duplicariusa szerepelnek. Római kori pénzérmék előkerülése már a 19. század első feléből ismert.
A település várát részben fosszíliákból építették. A fellegvárát a helyiek temetőként használták.